# Bore Li
Boris Ivković, poznat pod umetničkim imenom Bore Li, (Bore Lee) hrvatski je samouki glumac i reditelj iz Sinja.

## Biografija
Tvorac je serijala filmova koje su kritičari nazvali treš karate /kung-fu filmovi.
To su srednjometražni filmovi od 30 do 60 minuta, inspirisani filmovima Brusa Lija.
Iako su mu filmovi na niskom produkciojskom nivou (budžet često nije bio veći od 300 kuna), zbog svoje prirodnosti i jednostavnosti su imali izvjestan odjek kod gledalaca, a Bore Li je postao "kemp" ikona. Mnoga poznata hrvatska estradna imena su pristala da nastupe u njegovim filmovima.

## Filmovi
- U kandžama orla (1994.)
- Smrtonosna igra (1999.)
- Rušilački udarci (2000.)
- Otrovne ruke (2001.)
- Vrijeme velikog obračuna (2002.)
- Jači od bande (2003.)
- U kandžama velegrada (2003.)
- Čuvaj se sinjske ruke (2004.)
- Zlatne čaklje (2005.)
- Sravnjeni sa zemljom (2005.)
- Otok razvrata i zla (2006.)
- Borilica (2007.)
- Maskirani pljačkaš (2007.)

Svi filmovi su igrani, sem Borilice, koja spada u obrazovno-dokumentarni žanr.

## Spoljašnje veze
- Bore Li на веб-сајту  (језик: енглески)
- Zbirka filmova o Bori Liju